# Episodi di Interviste mai viste (seconda stagione)
Questa voce contiene l'elenco degli episodi e i riassunti della seconda stagione della serie televisiva animata Interviste mai viste.
| n° | Titolo originale           | Titolo italiano            | Prima TV Gran Bretagna | Prima TV Italia |
| -- | -------------------------- | -------------------------- | ---------------------- | --------------- |
| 1  | Beast in Show              | Animali da fiera           | 30 ottobre 2005        |                 |
| 2  | The Brood                  | Ah,questi figli!           | 6 novembre 2005        |                 |
| 3  | Pet Hates                  | Quello che non sopporto... | 13 novembre 2005       |                 |
| 4  | Impressions                | Imitazioni                 | 20 novembre 2005       |                 |
| 5  | Animals in the Hood        | Vita da quartiere          | 27 novembre 2005       |                 |
| 6  | Sport!                     | Sport!                     | 4 dicembre 2005        |                 |
| 7  | Monarchy Business          | C'era una volta un re      | 11 dicembre 2005       |                 |
| 8  | Animal Magnetism           | Magnetismo animale         | 18 dicembre 2005       |                 |
| 9  | Merry Christmas Everybody! | Buon natale a tutti!       | 25 dicembre 2005       |                 |
| 10 | Bed Time                   | Facciamo la nanna          | 8 gennaio 2006         |                 |
| 11 | Sel Image                  | Di che look sei?           | 15 gennaio 2006        |                 |
| 12 | Communication              | Comunicazione              | 22 gennaio 2006        |                 |
| 13 | Safary Park                | Safari park                | 29 gennaio 2006        |                 |

## Buon natale a tutti!
- Titolo originale: Merry Christmas Everybody!
- Diretto da: Richard Goleszowski
- Scritto da: Nick Park

### Trama
Speciale di 22 minuti, al posto degli usuali 10, in cui i protagonisti interpretano il canto di natale Twelve Days of Christmas.